# Jan Szulecki
Jan Szulecki (ur. 8 maja 1936 w Sułkowie koło Pułtuska, zm. 21 maja 2005) – polski dowódca wojskowy, pułkownik Sił Zbrojnych Rzeczypospolitej Polskiej.

## Życiorys
Służbę wojskową rozpoczyna w 1955 r. jako podchorąży Oficerskiej Szkoły Artylerii Przeciwlotniczej w Koszalinie. We wrześniu 1959 r. otrzymuje promocję na pierwszy stopień oficerski, jako prymus.
Pierwszym stanowiskiem służbowym jest etat dowódcy plutonu w 82 Pułku Artylerii Przeciwlotniczej 16 Dywizji Artylerii Przeciwlotniczej. Następnie w 1965 r. dowodzi baterią 57 mm armat przeciwlotniczych w 75 Pułku Artylerii Przeciwlotniczej. W 1967 r. dowodzi dywizjonem w tym samym 75 pułku, a w 1968 r. udaje się Akademii Sztabu Generalnego WP na studia, które kończy w 1971 r. i powraca do macierzystego pułku. Od 1971 do 1973 piastuje obowiązki szefa sztabu, a przez następny rok pełni obowiązki zastępcy dowódcy pułku ds. liniowych. Jesienią 1974 r., po wydzieleniu sił i środków z 75 Pułku Artylerii Przeciwlotniczej przegrupowuje się do Szczecina, gdzie organizuje nowy 55 Pułk Artylerii Przeciwlotniczej. Dowodzi 55 pułkiem do listopada 1976 r., po czym przechodzi na stanowisko dowódcy 124 Pułku Artylerii Przeciwlotniczej 12 Dywizji Zmechanizowanej. W lutym 1982 r. zostaje Szefem Obrony Przeciwlotniczej w 12 DZ. Jesienią 1982 r. obejmuje stanowisko wykładowcy w Studium Wojskowym Politechniki Białostockiej, którym kieruje do 1990 r. Do rezerwy odchodzi na przełomie 1990/1991 roku.

## Awanse
- podporucznik – 1959
- porucznik –
- kapitan –
- major –
- podpułkownik –
- pułkownik –

## Odznaczenia
- Złoty Krzyż Zasługi
- Srebrny Krzyż Zasługi
- Brązowy Krzyż Zasługi
- Złoty Medal "Siły Zbrojne w Służbie Ojczyzny"
- Srebrny Medal "Siły Zbrojne w Służbie Ojczyzny"
- Brązowy Medal "Siły Zbrojne w Służbie Ojczyzny"
- Złoty Medal "Za Zasługi dla Obronności Kraju"
- Srebrny Medal "Za Zasługi dla Obronności Kraju"
- Brązowy Medal "Za Zasługi dla Obronności Kraju"